# Thomas Crook Sullivan
Thomas Crook Sullivan (ur. 1833, zm. 1908) – generał-brygadier United States Army.
Sullivan urodził się w hrabstwie Montgomery w Ohio jako syn Samuela i siostrzeniec późniejszego generała George’a Crooka. Ukończył West Point w 1856 roku z lokatą dwunastą na 49. Służbę rozpoczął jako porucznik w oddziale działającym na granicy w Teksasie. Walczył z niedobitkami oddziałów Juana Cortiny. Następnie wysłany do Waszyngtonu, służył w zimie 1861 roku w ochronie prezydenta elekta Abrahama Lincolna.
W czasie wojny secesyjnej brał udział w walkach, 13 marca 1865 roku awansowany na podpułkownika. W armii pozostał do przejścia na emeryturę 14 listopada 1897 roku, pełnił wtedy funkcję Generalnego Inspektora Zaopatrzenia.
Zmarł w Fort Monroe w Wirginii w 1908 roku. Jego prochy złożono na Arlington National Cemetery, w jednym z dwóch mauzoleów na tym cmentarzu. Drugie poświęcono gen. Nelsonowi Milesowi.